# 小沢翔平
小沢 翔平（おざわ しょうへい、1989年7月29日 - ）は、トップイーストリーグDiv.1横河武蔵野アトラスターズに所属するラグビー選手。

## プロフィール
- 愛知県出身[1]。
- ポジションはウィング(WTB)。
- 身長 173cm、体重 85kg
- U20日本代表に選ばれたことがある[2]。

## 略歴
8歳からラグビーを始めた。
2008年、三好高校卒業後、東海大学に入る。
2012年、東海大学卒業後、日野自動車レッドドルフィンズに加入。同年9月8日に行われたトップイーストリーグDiv.1第1節のクボタスピアーズ戦に途中出場で公式戦初出場を果たす。
2019年、横河武蔵野アトラスターズに加入。